# Карзинкін Андрій Олександрович
Андрі́й Олекса́ндрович Карзи́нкін (рос. Андрей Александрович Карзинкин; * близько 1823, Російська імперія — † 1906, Москва, Російська імперія) — російський купець, благодійник. Син Олександра Андрійовича Карзинкіна (1792 — після 1835), внук Андрія Сидоровича Карзинкіна.
Торгував чаєм, мав 4 склади і 10 торговельних закладів у Москві. У 1855—1858 роках був експерт у виявленні контрабандного чаю.

## Біографія

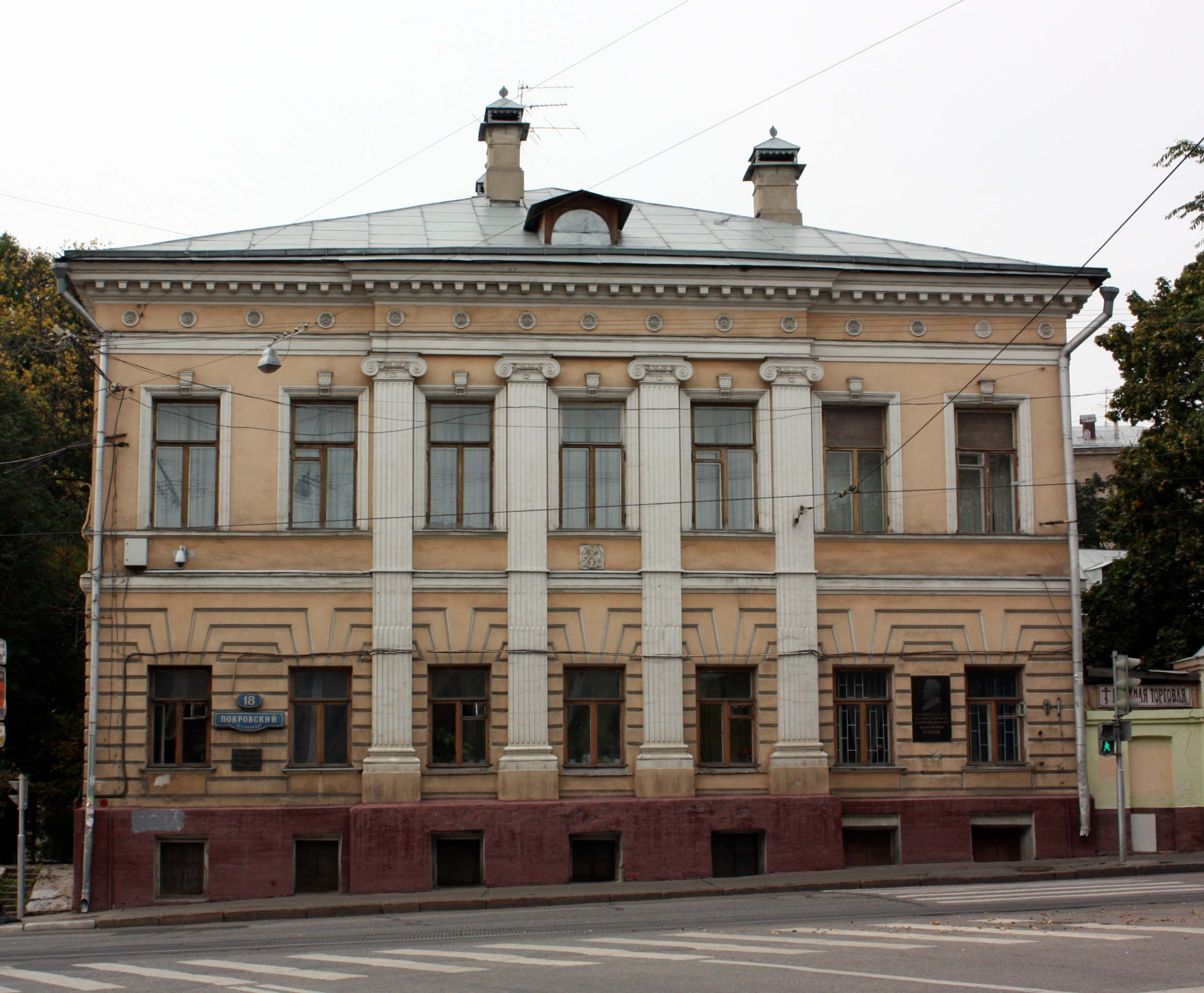
Дім Телешова. Москва, Покровський бульвар, № 18/15. Тут і досі живуть нащадки Телешових-Карзинкіних.

1857 року Андрій Карзинкін разом із дядьком Іваном Андрійовичем до спілки з петербурзьким купцем Гаврилом Ігумновим (1805—1888) за 85 тисяч рублів купив Ярославську велику мануфактуру. У 1858-му засновано пайове Товариство Ярославської великої мануфактури (з 1887 торговельно-промислове товариство). Побудовано нові корпуси на березі Которослі. Старі будівлі полотняної фабрики розібрано на цеглу й камінь і використано на цій будові.
За планом 1847 року, на території полотняної фабрики Яковлевих були мурована церква Петра і Павла, муровані й дерев'яні будівлі, англійський сад і ставки. На початку XX століття власники використовували сад як дачу. На територію від церкви Петра і Павла, від в'їзних воріт до колишнього житла робітників, мали доступ для відпочинку лише господарі та їхні гості. Тільки раз на рік, на Великдень, відчинялися всі ворота, і в парк могли ввійти всі охочі. З 1995 року садиба з будівлями (в тому числі «дача Карзинкіних») — пам'ятка федерального значення.
Господарі Ярославської великої мануфактури, до яких належав і відомий Микола Ігумнов, були благодійники як храму Петра і Павла при мануфактурі, так і його парафіянам:
| «1880 року в теплій церкві провадилися значні обновлювальні роботи коштом власників Ярославської великої мануфактури Андрія Олександровича Карзинкіна та Миколи Васильовича Ігумнова, які пожертвували на цю справу більш ніж шістнадцять тисяч рублів. Стіни храму розписано "на вигляд дикого мармуру", позолочено іконостас, поставлено нові ікони, срібне начиння, оклади, панікадило, виготовлено кахельні печі та чавунні підлоги. Колишній «убогий, похмурий і підупалий храм» перемінився. На пожертвувані від них 4500 рублів заново перероблено шпиль храму, потерпілий від сильної бурі в 1884 році. 1887 року під наглядом архітектора Миколи Поздєєва колишні дерев’яні сходи на горішній поверх храму замінено мармуровими. У 1887–1888 роках склепіння літнього храму розписали художники Єгоров і Катасьов». |

Також вони були постійні благодійники й дарителі храму Миколо-Глинищівського монастиря й заклали нову церкву:
| «З початку XVII століття в Миколо-Мельницькій церкві вели Синодик, в якому, крім імен для поминання, упродовж трьох століть записували важливі події в житті парафії, міста, країни. Це джерело, яке о. Димитрій Предтеченський опублікував 1908 року, дає рідкісну для Ярославля можливість рік за роком відтворювати ті події, що їх парафіяни вважали визначними. У 1890-х роках правління Товариства Ярославської великої мануфактури вирішило звести нову церкву. Однак храм за проектом академіка архітектури А. І. Васильєва закладено тільки 27 липня 1904 року, а спорудження завершили в 1908 році — до 50-річного ювілею фабрики на знак висловлення подяки Господу Богу за її щасливе існування. Урочисте освячення храму здійснено 5 жовтня 1908 року, а престоли — головний в ім'я Іоанна Постника, придільні — в ім'я Андрія Критського (праворуч) і Архангела Гавриїла (ліворуч) — присвятили святим, що звалися так само, як засновники Товариства, чиїм коштом споруджено церкву, — Іван Андрійович та Андрій Олександрович Карзинкіни і Гаврило Матвійович Ігумнов. Нова церква могла вмістити до трьох тисяч осіб». |

У 1857—1866 роках Андрій Карзинкін — член-благодійник комерційного училища. 1873—1902 — жертводавець каси допомоги московського купецького стану. З 1885-го він член опікунської ради Микільського дому притулку вдів і сиріт купецького стану. З 1880-х років — староста церкви Трьох Святителів на Кулішках. З 1892 — опікун богадільні імени Д. А. Морозова.
Андрій Карзинкін володів також садибою на Покровському бульварі (нині дім № 18).
Представники освіченого московського купецтва, Карзинкіни влаштовували в себе літературно-музичні вечори, на яких часто бував друг цієї родини Олександр Островський. У зібранні його творів опубліковано також листи до Андрія Карзинкіна.
На любительській сцені в грудні 1884-го вперше виступив Костянтин Алексєєв (Станіславський) у ролі Подкольосіна в гоголівському «Весіллі». Також уперше молодий актор працював під керівництвом артиста Малого театру Михайла Решимова, який поставив спектакль.
| «У день прем'єри не обійшлося й без курйозу, який на все життя запам'ятався Костянтинові Сергійовичу. На схилі віку він сам розповів про цей епізод: "В останньому акті п'єси, як відомо, Подкольосін вилазить у вікно. Сцена, де відбувається спектакль, була така мала, що доводилося, вилазячи з вікна, йти на роялі, що стояв за лаштунками. Звичайно, я продавив накривку і обірвав кілька струн. Біда в тому, що спектакль давали всього лише як нудну прелюдію до майбутніх веселих танців". А опівночі не змогли знайти майстра, щоб полагодити рояль, і невдалому виконавцеві довелося весь вечір сидіти в кутку залу й співати всі танці підряд. "Це був один із найвеселіших балів, — згадував Станіславський, — але, звісно, не для мене". Поспівчуваємо і ми не тільки бідному юнакові, але й чарівливим панночкам, що втратили в цей вечір елегантного і вправного красеня-кавалера…» |

## Родина
- Дружина  — Софія Миколаївна (1836—1911), дочка богородського купця Миколи Абрамовича Рибникова, власника суконної фабрики. Сестра збирача народних пісень Павла Рибникова (1831—1885.

Жертвувала на Бахрушинську лікарню, в тому числі 20 тисяч рублів на облаштування корпусу імени покійної дочки Софії для хворих на туберкульоз жінок (1908, архітектор В. В. Лебедєв) ) і на туберкульозний санаторій ; була опікункою 1-го Таганського жіночого початкового училища.
- Дочка — Софія Андріївна, померла від туберкульозу.

- Син —  Олександр Андрійович (1863—1939), купець, філантроп і науковець — член московського Нумізматичного товариства, автор робіт про російські середньовічні медалі.

- Дочка — Олена Андріївна Карзинкіна (1869—1943), художниця, учениця  Полєнова. Була одружена з письменником, засновником і першим директором музею МХАТ Миколою Телешовим. Стала останньою любов'ю Ісаака Левітана. Незадовго перед смертю він написав: «Якось усе-таки, наперекір спеці й серцю, — візьму та й приїду до Одинцова» [10], [11].